# Chiara Ferragni
Chiara Ferragni (Cremona, 1987. május 28. –) olasz divatblogger, influenszer, divattervező és a Guess modellje. Bloggerként a The Blonde Salad nevű blogjával vált ismertté, ami egyben első kiadott könyvének is a címe. Kollaborációk széles sorában vett már részt a divatvilág különböző vezető designereivel.

## Pályafutása
Ferragni Cremonában született. 2009 októberében indította el blogját. 2011 márciusában New Yorkban elnyerte a „Az év egyik legnagyobb street-style áttörése” címet. 2011 decemberében a Teen Vogue "Blogger of the moment" címet is elnyerte, miközben a milánói Bocconi egyetem joghallgatója (tanulmányait nem fejezte be) és divattervező is volt egyben. Addigra a blogja már elérte az 1 millió látogató számát. 2013-ra már több „az év bloggere” címet is elnyert. Egy, az év decemberében a Teen Vogue számára adott interjúban elárulta, hogy akkor már 1,6 millió követője volt az Instagramon. 2014 decemberére ez a szám 2,9 millióra emelkedett. 2013 decemberében publikálta első könyvét, egy olasz nyelvű e-bookot, The Blonde Salad néven.
Chiara egy 2013. novemberi fotózáson modellkedett a Guess márkának, a fotókat később kampányhirdetésként adták el. Decemberben Steve Madden cipőtervezővel együttműködött egy 9 darabból álló kollekció 2014 tavaszára történő piacra dobásában. Legjelentősebb közreműködései közé tartozik Christian Dior, Louis Vuitton, Max Mara, Chanel, Tommy Hilfiger, Runny Green Booghers, J Brand és Seven for All Mankind.

## Szereplések
Televíziós fellépései közé tartozik az olasz TRL Awardson műsorvezetőként szereplése, valamint egy vendégszereplés az olasz Chiambretti Night című varieté showban. Rendszeresen megjelenik a cannes-i vörös szőnyegen, és 2014 augusztusában a Project Runway show 3. évadában is feltűnt mint vendégbíró. Szeptember 7-én sorozatban harmadik alkalommal nyerte el a Bloglovin' Award „Az év bloggere” címet. 2015-ben felkerült a Forbes „30 legbefolyásosabb 30 (év) alatti” listájára. Márciusban szerepelt a spanyol Vogue címlapján, ő lett az első blogger, aki valaha rákerült. 2015 januárjában Chiara blogja és cipő kollekciója a Harvard Egyetem üzleti karának egyik tárgya lett. Ebben az évben ismét elnyerte a Bloglovin' Award "Blogger of the Year" címet.